# Kdo přežije: Jižní Pacifik
Kdo přežije: Jižní Pacifik (v anglickém originále Survivor: South Pacific) je dvacátá třetí řada americké reality show Kdo přežije. Natáčela se od května do července roku 2011 a premiérově byla vysílána na CBS od 14. září do 18. prosince 2011. Na českých obrazovkách byla poprvé uvedena na TV Prima od 23. ledna do 13. února 2017.

## Poloha a doba natáčení
Série se odehrávala na Samoe, konkrétně na ostrově Upolu. Natáčela se od 30. května do 7. července 2011.